# إله الفراغات

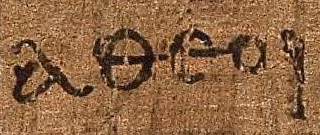

إله الفراغات أو علم الفجوات أو إله الفجوات (بالإنجليزية: God of the gaps) هي مغالطة منطقية تستخدم عند النقاش في علوم الإلهيات والتي تفترض أن الفراغات (النقص) في المعرفة العلمية دليلاً على وجود الإله. واستعمال مصطلح «الفجوات» قد وضعه اللاهوتيين المسيحيين ليس للانتقاص من الإيمان بل مغالطة الاعتماد المبالغ فيه على الحجج الغائية لإثبات وجود الإله.
ويستعمل المفهوم كنقد للدين، بمعنى أن وجود الإله يكاد يفترض في نظر بعض المتدينين دومًا لأي شيء لا يفسره العلم حاليًا. كما يمكن أن يرمز إلى نظرة إلى الإله مشتقة من الإيمان الديني الذي يقول أن كل ما يمكن تفسيره بالعلم ليس من اختصاص الإله، هذا يعني أن دور الإله يتحدد في «فجوات» التفسيرات العلمية للطبيعة. الفكرة تتضمن دمج بين التفسيرات الدينية مع التفسيرات العلمية. يمكن القول أنه كلما تمكن العلم من إعطاء شرح أدق للعالم قل دور الإله في هذا العالم. لقي هذا المفهوم انتقادات من كثير من المتدينين الذين يرون أن وجود الإله ليس محصورًا في ثغرات العلم الطبيعي، بل يظهر في العالم المنظم بالقوانين الطبيعية.

## نشوء المصطلح
في ثمانينات القرن التاسع عشر وصف نيتشه عمل الرهبان بأنهم «يحشرون في كل فجوة وهمهم، أو ما يغلق الفجوة، والذي يسمونه الإله» واستعمل البيولوجي والمبشر المسيحي هنري دروموند المصطلح بصياغة قريبة في القرن التاسع عشر. فانتقد دروموند في محاضراته «ارتقاء الإنسان» المسيحيين الذين يركزون على الأشياء التي لم يفسرها العلم بعد «فراغات يملؤونها بالإله» وحفزهم على الاعتقاد بأن الطبيعة كلها للإله ومن خلق الإله، إله يطور العالم بانتظام، وهذا تصور أعظم من تصور الإله كصانع معجزات متفرقة من حين لآخر، كما يقول اللاهوت القديم.
وفي 1933 ذكر أسقف بيرمنغهام إيرنست بارنيز هذا المصطلح في نقاش لما تفرضه النسبية العامة من الانفجار العظيم:
| إله الفراغات | هل يجب أن يفترض معظمنا تدخلًا إلهيًا؟ هل علينا أن نجلب الإله ليخلق أول تيار من سديم لابلاس أو ليطلق الألعاب النارية التي تخيلها لومتر؟ أقول أني غير موافق على جلب الإله بهذه الطريقة إلى المشهد. لأن الظروف التي يبدو أنها تقتضي حضوره بعيدة جدًا وغامضة جدًا بحيث أنها لا ترضيني البتة. ظن الناس أنهم يجدون الإله في الخلق الخاص لنوعهم، أو يجدونه فاعلًا عندما ظهرت أدمغتهم أول مرة، أو عندما ظهرت الحياة على الأرض. لقد جعلوا الرب إلهًا للفراغات في المعرفة البشرية. وبالنسبة لي فتصور إله لإطلاق الكون لا يرضيني بالقدر الذي لا يرضيني فيه تصور إله الفجوات. وما ذلك إلا لأنني أرى في هذا الكون المادي فكرًا وخطة وقدرة أرى من ورائها الرب خالقًا. | إله الفراغات |

وفي القرن العشرين عبر اللاهوتي الألماني ديتريش بونهوفر الذي قتله النازيون عن المفهوم ذاته باستعمال مصطلحات مشابهة في رسائل كتبها عندما كان في السجن النازي خلال الحرب العالمية الثانية والتي لم يتم نشرها حتى أعوامٍ لاحقة. كتب لونهويفير مثلاً 
| إله الفراغات | كم من الخاطئ استعمال الإله لسد فراغات قصور معرفتنا. في الواقع إذا دُفعت حدود المعرفة أوسع وأوسع (وهذا أمر محتم الحدوث) سيكون الإله أيضًا، في تراجع مستمر. يجب علينا أن نجد مفهوم الإله فيما نعرفه، وليس فيما نجهله. | إله الفراغات |

تم استعمال المصطلح لاحقاً في عام 1955 من قبل عالم الرياضيات في جامعة أوكسفورد ورائد في الكنيسة الميثودية، غالبًا ما يظهر في برامج إذاعية دينية على BBC ومؤلف الديني اشتهر كتابه على مستوى بريطانيا، تشارلز ألفريد كولسون Charles Alfred Coulson في كتابه العلوم والاعتقاد المسيحي عام 1955، وادعى البعض أنه من صاغ مصطلح «إله الفراغات».:
| إله الفراغات | لا يوجد "إله فراغات" ليحتل تلك النقاط الاستراتجية لأن الفجوات من هذا النوع لها من المعتاد دومًا أن تتقلص. | إله الفراغات |

وقال أيضًا:
| إله الفراغات | إما أن الإله موجود في كل الطبيعة، دون أي فجوات، أو أنه غير موجود. | إله الفراغات |

كما تم استعماله في عام 1971 في كتاب لعالم الفيزياء ريتشارد بيوب Richard H. Bube. والذي فصل الحديث عن المصطلح في مقال عام 1978. Man come of Age: Bonhoeffer’s Response to the God-of-the-Gaps حيث رأى فيه أن جزءاً من سبب الأزمة المعاصرة في الإيمان بالأديان يعود إلى تقلص قيمة إله الفراغات مع تطور المعرفة العلمية. فبينما ازداد وتقدم فهم الإنسان للطبيعة، صغر عند كثير من الأشخاص والأديان بالمقارنة مجال «مفهوم الإله» أكثر فأكثر. ويرى بيوب أن أصل الأنواع لـتشارلز داروين كان إيذاناً حاسماً بنهاية إله الفراغات. كما بين بيوب أن إله الفراغات ليس مقصوداً به إله الإنجيل أو الله (أي أنه لا يطرح حجة ضد وجود الإله بحد ذاته، وإنما يؤكد أن هناك مشكلة أساسية في تصور وجود الإله في فراغات معرفتنا الحالية).

## الاستعمال العام للمصطلح
يستعمل مصطلح «إله الفراغات» أحياناً لوصف التراجع البطيء للتفسيرات الدينية للظواهر الطبيعية في وجه الشمول المتزايد للتفسيرات العلمية لهذه الظواهر.
ويتحدث الواعظ المسيحي المشيخي روبرت هاريس Robert Laird Harris عن هذا الجانب للعلم الفيزيائي:
| إله الفراغات | إن تعبير "إله الفجوات" يحوي حقيقة واقعية، إنه تعبير خاطئ عندما يؤخذ معناه بأن الإله لا يستبطن القانون الطبيعي ويوجد فقط في ما نلاحظه من ألغاز غير المفسرة بهذا القانون، لا يوجد أي مجموعة مسيحية ذات وعي تؤمن بهذا الشيء، لكن من الصحيح أيضًا أن نؤكد أن الإله لا يستبطن فقط القانون الطبيعي بل هو فعال في ظواهر عديدة ترتبط مع ما يتجاوز الطبيعة ومع الأمور الروحية. يوجد فجوات في التفسير الفيزيائي-الكيميائي لهذا العالم، وستبقى دومًا. لمجرد أن العلم قد وصل إلى الكثير من الأسرار الرائعة للطبيعة، لا يمكن أن نستنتج أنه يمكنه تفسير كل الظواهر. المعنى والروح والأرواح والحياة مواضيع ليس لها تفسير أو تركيب فيزيائي وكيميائي. | إله الفراغات |

## استعمال المصطلح للدلالة على نوع من الحجة
قد يدل مصطلح مغالطة إله الفراغات على موقف يفترض أن فعل الإله يفسر ظاهرة غير مفهومة، وهذه نوع من مغالطة التوسل بالمجهول
ويمكن تلخيص هذا النوع من الحجة على الشكل التالي:
- هناك فجوة في فهم بعض جوانب العالم الطبيعي.
- لذا يجب أن يكون السبب متجاوزًا للطبيعة.

مثال لهذه الحجة «بما أن العلم الحالي لا يستطيع حتى الآن تحديد كيفية بدء الحياة أساسًا، فلا بد أن هناك إله سبب هذه الحياة.» اتهِم أنصار التصميم الذكي، على سبيل المثال، باستخدام هذا النوع من الحجج، لكنهم يستدلون على وجود التصميم أو من «المعرفة»، لتأكيد الذكاء والحكمة وراء الطبيعة، ولا يستدلون على وجود فجوة في التصميم أو من «الجهل».

## وصلات خارجية
- Top 10 arguments for the existence of God from Freethoughtpedia.
- The Freethought Zone — God of the Gaps
- Miracles, Intelligent Design, and God-of-the-Gaps (PDF)
- Skeptical Christian: God of the Gaps
- God of the Gaps: An Islamic Perspective